# Кирнецень
Кирнецень (рум. Cîrnăţeni) — село в Молдові в Каушенському районі. Утворює окрему комуну.